# Charles de Chambrun (diplomate)
Pour les articles homonymes, voir Charles de Chambrun et Chambrun.
 (août 2023).
Si vous disposez d'ouvrages ou d'articles de référence ou si vous connaissez des sites web de qualité traitant du thème abordé ici, merci de compléter l'article en donnant les références utiles à sa vérifiabilité et en les liant à la section « Notes et références ».
Louis Charles Pineton de Chambrun, né le 10 février 1875 à Washington et mort le 6 novembre 1952  à Paris, est un diplomate et écrivain français. C’est un des membres de la famille Pineton de Chambrun.

## Biographie
Fils de Charles-Adolphe Pineton de Chambrun, conseiller juridique en poste à l’ambassade de France aux États-Unis, et de Marie Henriette Hélène Marthe Tircuy de Corcelle, arrière-petite-fille du marquis de La Fayette, Charles de Chambrun est le plus jeune de sa fratrie. Il a une sœur et deux frères : 
- Thérèse (1860 † 1948), mariée le 12 août 1895 à Paris avec Pierre Savorgnan de Brazza
- Pierre, marquis de Chambrun (1865 † 1954)
- Aldebert, général (1872 † 1962).

D'abord attaché d’ambassade au Vatican, à Berlin, puis à Washington, après deux années passées à la direction politique du ministère des Affaires étrangères, Chambrun est nommé premier secrétaire à Saint-Pétersbourg en 1914, puis à Athènes en 1924 et à Vienne en 1926. De 1928 à 1933, il représente la France à Ankara, puis il est ambassadeur à Rome, en pleine Italie fasciste, entre 1933 et 1935. 
Il épouse à Rome le 22 novembre 1934 Marie de Rohan-Chabot (1876-1951), veuve du prince Lucien Murat. Femme de lettres, elle dirige une galerie de peinture et est elle-même peintre de portraits et de paysages.
Le 17 mars 1937, Magda Fontanges, ex-maîtresse de Mussolini, lui tire dessus à deux reprises en gare du Nord car elle pense qu'il est à l'origine de son expulsion de l'Italie. Maître René Floriot la défend et obtient un an de prison avec sursis.
Avec Paul Claudel, Maurice Garçon, Marcel Pagnol, Jules Romains et Henri Mondor, il est l'un des six élus le 4 avril 1946 à l'Académie française lors de la deuxième élection groupée de cette année visant à combler les très nombreuses places vacantes à cause de l'Occupation. Il est reçu le 17 octobre 1946 par André Chaumeix au fauteuil de Maurice Paléologue.

## Distinctions
- Grand officier de la Légion d'honneur (1 aout 1936)[2]

## Ouvrages
- Lettres à Marie, Pétersbourg-Pétrograd, 1914-1918 (1941), prix Thérouanne en 1941
- Ataturk et la Turquie nouvelle (1939)
- À l'école d'un diplomate : Vergennes (1944)
- L’Esprit de la diplomatie (1944)
- Traditions et souvenirs (1952)